# Mount Baker, Antarktis
Mount Baker är ett berg i Antarktis. Det ligger i Västantarktis. Nya Zeeland gör anspråk på området. Toppen på Mount Baker är 1 463 meter över havet, eller 294 meter över den omgivande terrängen. Bredden vid basen är 3,6 km.
Terrängen runt Mount Baker är huvudsakligen kuperad, men norrut är den platt. Trakten är obefolkad. Det finns inga samhällen i närheten. 